# Bank Spółdzielczy w Limanowej
Bank Spółdzielczy w Limanowej – bank spółdzielczy z siedzibą w Limanowej w Polsce. Bank zrzeszony jest w Banku Polskiej Spółdzielczości S.A.
Bank wydaje gazetę Kurier Finansowy oraz posiada pensjonat w Laskowej.

## Historia
W 1877 Józef Mars, właściciel dóbr starowiejskich, założył Towarzystwo Zaliczkowe i Ochrony Własności Ziemskiej. W skład pierwszego zarządu weszli: Józef Mars jako dyrektor oraz Antoni Muller - aptekarz, Stanisław Peszko - pocztmistrz i ks. Jan Borowski - proboszcz limanowski. Towarzystwo odniosło sukces udzielając pożyczek na 12 a potem na 8% (dla porównania Żydzi oprocentowywali udzielane przez siebie pożyczki na 15-20%, a za lichwę uważano oprocentowanie powyżej 25%). Na początku XX wieku Towarzystwo mogło pozwolić sobie na wybudowanie siedziby przy ul. Matki Bożej Bolesnej.
Towarzystwo Zaliczkowe i Ochrony Własności Ziemskiej działało również podczas II wojny światowej mimo ograniczeń nałożonych przez niemieckiego okupanta. W 1941 z polecenia władz okupacyjnych Towarzystwo przejęło Kasę Stefczyka. W kolejnym roku zmieniono nazwę na Bank Spółdzielczy w Limanowej.
W 1949 do Banku Spółdzielczego w Limanowej przyłączyły się Kasy Stefczyka z Łososiny Górnej i Męciny. W 1950 na mocy dekretu o reformie bankowej, banki spółdzielcze przekształcone zostały w gminne kasy spółdzielcze, a ich samodzielność i samorządność ograniczone. W 1956 zmieniono nazwę na Kasa Spółdzielcza w Limanowej, a w 1961 przywrócono nazwę Bank Spółdzielczy w Limanowej. W 1988 rozpoczęto budowę nowej siedziby przy rynku.
Po upadku gospodarki komunistycznej limanowski BS stał się członkiem Banku Unii Gospodarczej SA, a następnie Banku Polskiej Spółdzielczości SA. W latach 2000−2005 do Banku przyłączyły się banki spółdzielcze w Laskowej, Kamienicy, Dobrej i Łukowicy. W 2011 Bank po raz pierwszy wyemitował obligacje na GPW w Warszawie.

## Władze
W skład zarządu banku wchodzą:
- prezes zarządu
- 2 wiceprezesów zarządu

Czynności nadzoru banku sprawuje 9-osobowa rada nadzorcza.

## Placówki
- Centrala w Limanowej ul. Rynek 7
- oddziały:
  - Kraków ul. Kamieńskiego 47
  - Tarnów ul. Krakowska 131
  - Laskowa
  - Kamienica
  - Dobra
  - Łukowica
  - Jodłownik
  - Nowy Sącz ul. Jagiellońska 36
- filie:
  - Nowy Sącz ul. Nowy Świat 2
  - Porąbka Iwkowska
- punkty obsługi klienta:
  - Limanowa:
    - ul. Matki Bożej Bolesnej 9
    - ul. Żwirki i Wigury 4
    - ul. J. Marka 9
    - ul. Reymonta 4a
    - Szpital, ul. Piłsudskiego 61

  - Kraków
  - Tymbark
  - Szczawa
  - Klęczany
  - Ujanowice
  - Jurków
  - Skrzydlna
  - Mszana Dolna
  - Słopnice
  - Sowliny
  - Przyszowa
  - Męcina